# Johannes Zatow
Johannes Zatow (Zacow, Zacous) OFM († vor dem 15. März 1395) war von 1394 bis 1395 Weihbischof im Bistum Schwerin und Titularbischof von Christopolis.

## Leben
Unter dem 17. Juli 1394 wurde der Franziskaner Johannes Zatow, Angehöriger der Sächsischen Franziskanerprovinz, zum Titularbischof von Christopolis ernannt.
Aus den Eintragungen in den päpstlichen Registern geht nicht hervor, dass Bischof Johannes für ein besonderes genanntes Bistum zur Mithilfe im bischöflichen Dienst erbeten oder bestimmt war und diese Diözese zu einem angemessenen Unterhaltsbetrag verpflichtet war. So erscheint auch Bischof Johannes in keiner der norddeutschen Diözesen als vicarius in pontificalibus verzeichnet. Es ist anzunehmen, dass er nicht sehr häufig das bischöfliche Amt in seiner sehr kurzen Amtszeit ausüben konnte. Sein Nachfolger, der Franziskaner Thomas Bittyler (Buttylerus) wurde schon am 15. März 1395 genannt. In den Akten des Vatikanischen Geheimarchivs wurde zweimal des Todes von Bischof Johannes gedacht, ebenso wie der Tatsache, dass er extra Romanam Curiam („außerhalb der römischen Kurie“) starb.
Die zwei erhaltenen Urkunden vom 30. Mai 1424 und vom 20. Oktober 1424 zu einer Memorienstiftung und einer Vicaria perpetua an der Gerberkapelle zu Rostock durch den Priester Johannes Zatow und den Wismarer Bürger Johannes Bomgarde lassen vermuten, dass Beziehungen zu Rostock und Wismar bestanden haben. Urkundlich nachweisbar ist 1378 ein Franziskaner Johannes Zatow als Lektor des Wismarer Franziskanerklosters. Am 8. Dezember 1378 urkundete der Konvent des Ordo fratrum minorum in der Stadt Wismar, bestätigte eine Stiftung und versprach dafür Gebetsgedenken und heilige Messen. Nach dem Guardian Petrus wurde an erster Stelle, noch vor dem Vizeguardian Elerus, der Lektor Johannes Zatow genannt. Hier dürfte es sich um den späteren Titularbischof von Christopolis gehandelt haben.
Durch seine Tätigkeiten in Wismar und Rostock kann Bischof Johannes Zatow wohl zu Recht als Weihbischof im Bistum Schwerin angesehen werden, obwohl er infolge offenbarer Kränklichkeit und baldigen Todes nicht viel als solcher wirken konnte.
Für den Zeitpunkt seines Todes gibt nur die Ernennungsurkunde seines Nachfolgers im bischöflichen Amt vom 15. März 1395 einen gewissen Anhaltspunkt, da Zatow darin als verstorben erwähnt wird. Wo der Tod und der Ort der Bestattung erfolgte, ist nicht bekannt.